# Ren'ai Hunter
Singles de Morning Musume
Pyoco Pyoco Ultra
(2012) One, Two, Three / The Matenrō Show
(2012)
Ren'ai Hunter (恋愛ハンター, ou Renai Hunter ) est le 49e single de Morning Musume.

## Présentation
Le single, écrit et produit par Tsunku, sorti le 11 avril 2012 au Japon sur le label zetima, deux mois seulement après le précédent single du groupe, Pyoco Pyoco Ultra. Il atteint la 3e place du classement des ventes de l'oricon, et reste classé cinq semaines.
Le single sort également dans cinq éditions limitées avec des pochettes différentes, dont quatre notées "A", "B", "C", et "D", les trois premières contenant chacune en supplément un DVD différent ; la cinquième est une édition commémorant le départ de Risa Niigaki, sans DVD. Le single sort aussi au format "single V" (DVD contenant le clip vidéo) une semaine plus tard, le 18 avril 2012. Une édition limitée "Event V" (DVD) est aussi mise en vente lors de prestations du groupe.
C'est le dernier single du groupe avec son actuelle leader Risa Niigaki, qui le quittera le mois suivant. Une édition limitée lui est spécialement dédiée à cette occasion, avec une chanson supplémentaire qu'elle interprète en solo : une reprise de Egao ni Namida ~Thank You! Dear my Friends~, originellement interprétée par Aya Matsuura sur son premier album First Kiss sorti 10 ans auparavant. Il restera aussi le dernier single du groupe avec Aika Mitsui, dont le départ sera finalement annoncé le mois suivant.
La chanson-titre figurera sur l'album 13 Colorful Character qui sort cinq mois plus tard, ainsi que sur la compilation de fin d'année du Hello! Project Petit Best 13 où figurera aussi la reprise de Egao ni Namida (...). Elle sera aussi ré-enregistrée sans Risa Niigaki, Reina Tanaka et Aika Mitsui pour figurer sur l'album "best of" The Best! ~Updated Morning Musume~ qui sortira un an et demi plus tard, après leurs départs du groupe.

## Formation
Membres du groupe créditées sur le single :
- 5e génération : Risa Niigaki (dernier single)
- 6e génération : Sayumi Michishige, Reina Tanaka
- 8e génération : Aika Mitsui (dernier single)
- 9e génération : Mizuki Fukumura, Erina Ikuta, Riho Sayashi, Kanon Suzuki
- 10e génération : Haruna Iikubo, Ayumi Ishida, Masaki Satō, Haruka Kudō

## Liste des titres
CD (EPCE-5862 et limitées, sauf édition "Risa Niigaki")
1. Ren'ai Hunter  (恋愛ハンター?)
2. Watashi ga Ite, Kimi ga Iru  (私がいて,　君がいる)?)
3. Ren'ai Hunter (Instrumental)  (恋愛ハンター...?)

DVD de l'édition limitée "A" (EPCE-5854)
1. Ren'ai Hunter (Close-up Ver.)  (恋愛ハンター...?)

DVD de l'édition limitée "B" (EPCE-5856)
1. Ren'ai Hunter (Dance Shot Ver.)  (恋愛ハンター...?)

DVD de l'édition limitée "C" (EPCE-5858)
1. Ren'ai Hunter (Dance Shot Ver.2)  (恋愛ハンター...?)

CD de l'édition commémorative "Risa Niigaki" (EPCE-5861)
1. Ren'ai Hunter  (恋愛ハンター?)
2. Watashi ga Ite, Kimi ga Iru  (私がいて, 君がいる?)
3. Egao ni Namida ~Thank You! Dear my Friends~ (笑顔に涙～THANK YOU! DEAR MY FRIENDS?) (Reprise de Aya Matsuura)
4. Ren'ai Hunter (Instrumental)  (恋愛ハンター...?)

Single V (DVD) (EPBE-5432)
1. Ren'ai Hunter  (恋愛ハンター?) (clip vidéo)
2. Ren'ai Hunter Making Eizô  (恋愛ハンター メイキング映像?)
3. Suki da na Kimi ga (LIVE Ver.) / Michishige Sayumi - Fukumura Mizuki ; Morning Musume Concert Tour 2011 Aki Ai Believe ~Takahashi Ai Sotsugyou Kinen Special~ yori  (好きだな君が（LIVE Ver.）／道重さゆみ・譜久村聖 モーニング娘。コンサートツアー2011秋 愛BELIEVE～高橋愛卒業記念スペシャル～より?)

Event V (DVD)
1. Ren'ai Hunter (Niigaki Risa Solo Ver.) (新垣里沙 Solo Ver.?)
2. Ren'ai Hunter (Michishige Sayumi Solo Ver.) (道重さゆみ Solo Ver.?)
3. Ren'ai Hunter (Tanaka Reina Solo Ver.) (田中れいな Solo Ver.?)
4. Ren'ai Hunter (Mitsui Aika Solo Ver.) (光井愛佳 Solo Ver.?)
5. Ren'ai Hunter (Fukumura Mizuki Solo Ver.) (譜久村聖 Solo Ver.?)
6. Ren'ai Hunter (Ikuta Erina Solo Ver.) (生田衣梨奈 Solo Ver.?)
7. Ren'ai Hunter (Sayashi Riho Solo Ver.) (鞘師里保 Solo Ver.?)
8. Ren'ai Hunter (Suzuki Kanon Solo Ver.) (鈴木香音 Solo Ver.?)
9. Ren'ai Hunter (Iikubo Haruna Solo Ver.) (飯窪春菜 Solo Ver.?)
10. Ren'ai Hunter (Ishida Ayumi Solo Ver.) (石田亜佑美 Solo Ver.?)
11. Ren'ai Hunter (Sato Masaki Solo Ver.) (佐藤優樹 Solo Ver.?)
12. Ren'ai Hunter (Kudo Haruka Solo Ver.) (工藤遥 Solo Ver.?)